# Helleland
Helleland är en kyrkby i Eigersunds kommun i Rogaland fylke i sydvästra Norge. Orten ligger vid Sørlandsbanan, där Europaväg 39 möter fylkesväg 42. Här finns Hellelands kyrka.
Tidigare har orten utgjort centralort i dåvarande Hellelands kommun.

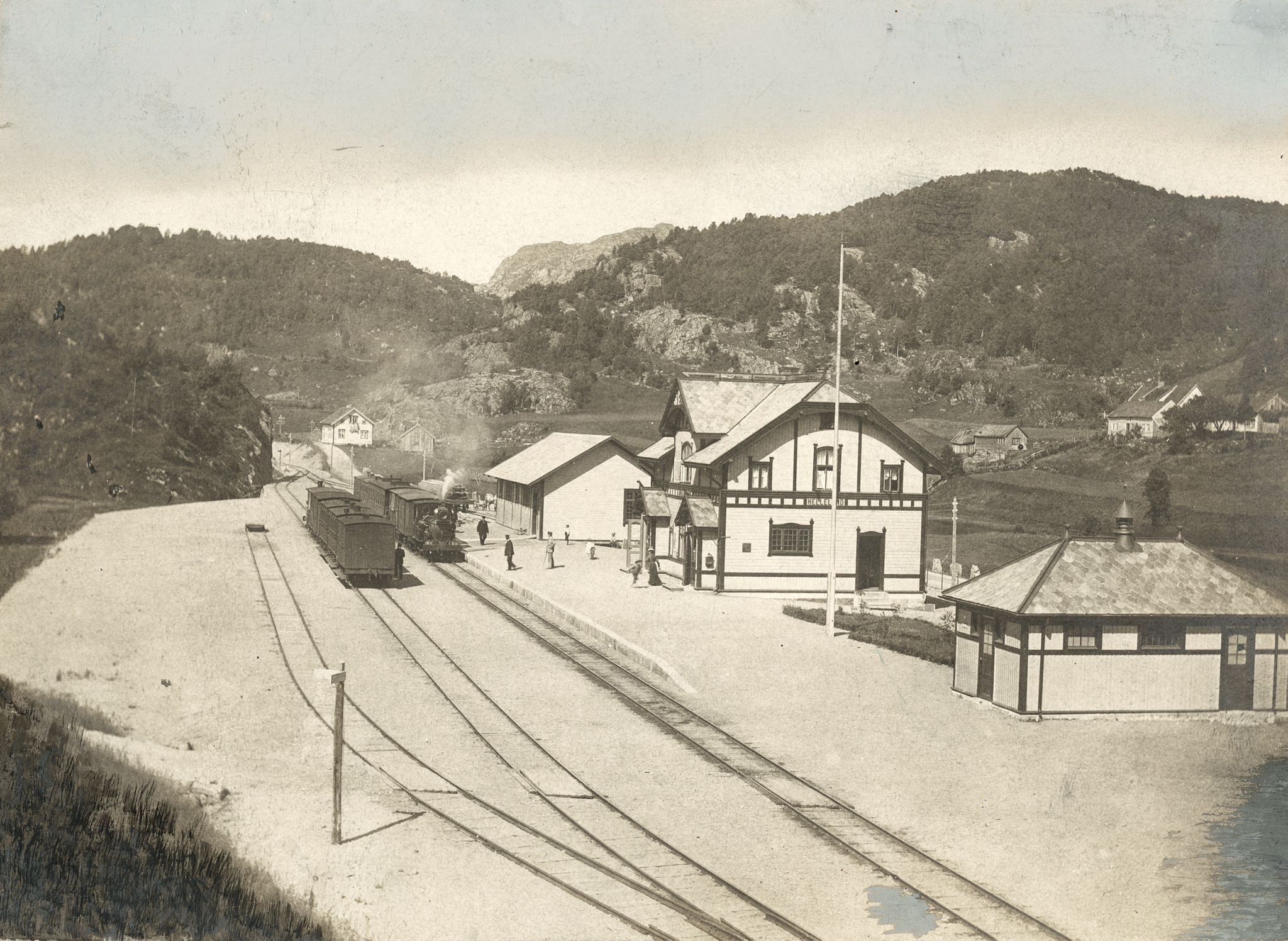
Hellelands station.